# Regiomontanus

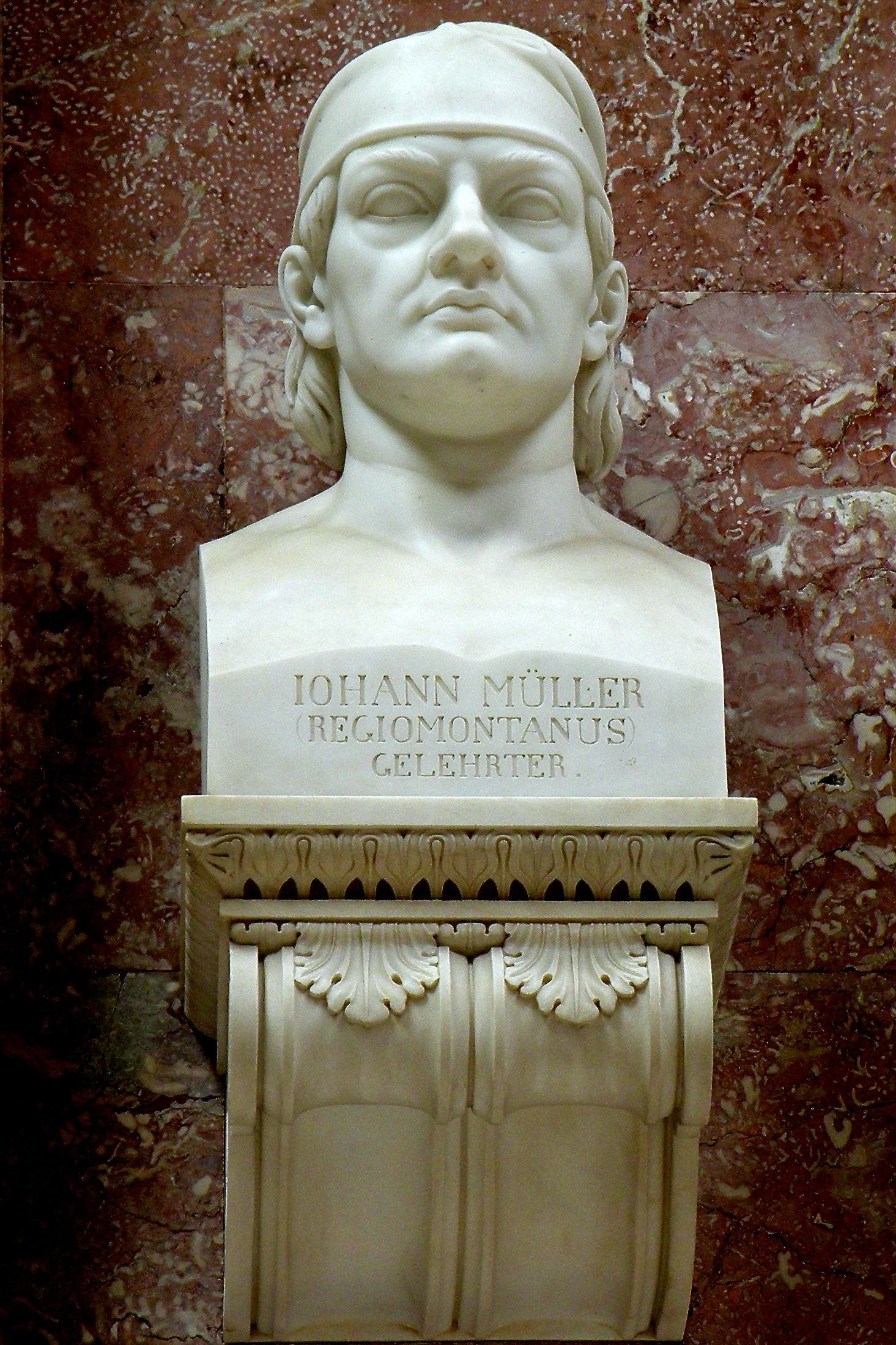
Arnold Hermann Lossow: Büste des Regiomontanus in der Walhalla (1842)

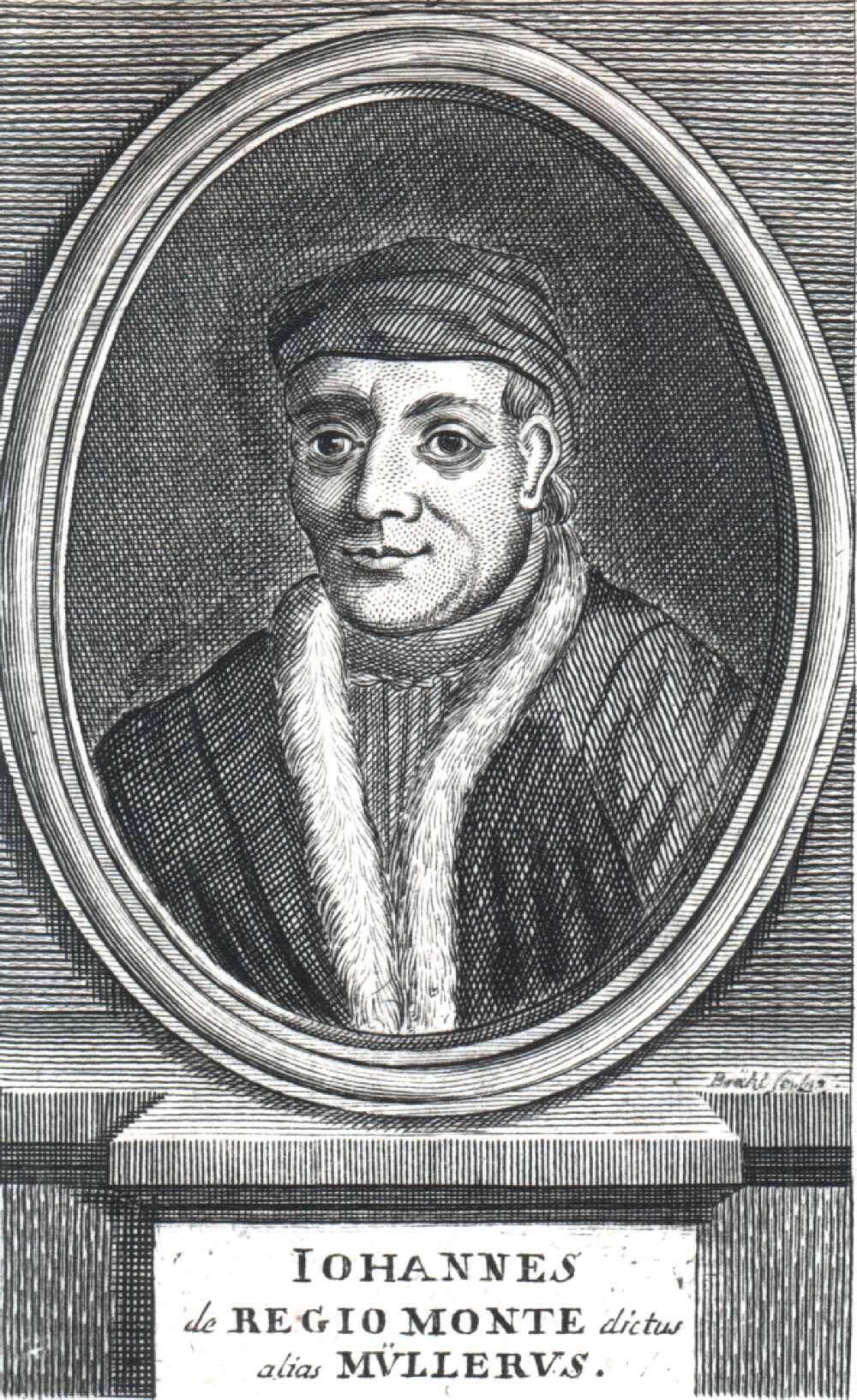
Johann Benjamin Brühl (1691–1763): Johannes Regiomontanus, Holzschnitt

Johann(es) Müller, später lateinisch genannt Regiomontanus (das bedeutet „der Königsberger“), auch Johannes Regiomontanus (* 6. Juni 1436 in Königsberg in Franken; † 6. Juli 1476 in Rom), war ein deutscher Mathematiker, Astronom und Verleger des Spätmittelalters. Er hieß kurz Hans Müller, latinisiert Johannes Molitor, und verwendete meistens den vom Herkunftsort Königsberg abgeleiteten Namen Joannes de Monteregio (oder getrennt geschrieben de Monte Regio). Der latinisierte Name Regiomontanus wurde von ihm selbst und seinen Zeitgenossen noch nicht gebraucht, sondern soll erstmals 1531 von Philipp Melanchthon verwendet worden sein.
Regiomontanus war neben seinem Lehrer Georg von Peuerbach der bedeutendste Vertreter der Wiener astronomischen Schule und ein Wegbereiter des Kopernikus. Seine Ephemeriden waren unter Seefahrern hochgeschätzt.

## Lebenslauf

### Familie
Nach der Darstellung von Johann Werner Krauß II., der 1677 bis 1732 Diaconus in Königsberg (in Unterfranken) war und sich seinerseits auf ältere Überlieferung von Johann Wolfrum (1550–1621) stützen konnte, wurde Regiomontanus anno 1436, den 6. Jun. hor. 4 min. 40 a[e]quatis á meridie zu Königsberg („im Jahr 1436, am 6. Juni um 4 Uhr und 40 Minuten nachmittags“) geboren. Die Genauigkeit dieses Datums geht sicherlich auf eine astrologische Rektifikation für das Geburtshoroskop zurück und nicht auf eine dokumentarische Überlieferung. Der Geburtsort Königsberg, wo heute das Haus am Salzmarkt 6 als Geburtshaus gilt, wird auch durch mehrere Aussagen aus dem 16. Jahrhundert gestützt (Philipp Melanchthon, 1547; Erasmus Reinhold, 1549; Jakob Curio, 1557; neben Krauß auch sekundär bezeugt durch Paul Melissus, 1577).
Den Vater bezeichnet Krauß unter Verweis auf Wolfrum als Johan. Molitor. Senior in Unfind. Er besaß, wie die Ausbildung seines Sohnes nahelegt und Erasmus Reinhold über die Eltern auch ausdrücklich bemerkt, einigen Wohlstand. Diesen verdankte er, dem Namen nach zu urteilen, vermutlich dem Betrieb einer der Mühlen, die in Königsberg als Ratslehen vergeben wurden. Er gilt als identisch mit einem Johannes Mollner (das heißt „Müller“), der als Mitglied des Königsberger Stadtrates bezeugt ist und gemeinsam mit einem anderen Ratsherrn mit der Aufsicht über den Bau der Kirche St. Burkhardt betraut war (Baubeginn 1428). Für die hohe Stellung des Vaters in der Königsberger Gesellschaft spricht auch, dass seine Tochter Catharina († 1490), die Schwester des Astronomen, in zweiter Ehe den Bürgermeister von Königsberg Johannes Schirling heiratete. Dass Wolfrum in der Wiedergabe von Krauß den Vaternamen mit dem Zusatz „in Unfind“ versieht, hat in der älteren Literatur allerdings zuweilen Anlass zu der Vermutung gegeben, dass Regiomontanus nicht in Königsberg, sondern in dem nahegelegenen Dorf Unfinden geboren sei, wo 1476 ein Hans Moller bezeugt ist. Nach Auswertung aller erhaltenen Belege und Hinweise geht man heute jedoch meist davon aus, dass der Vater zur Zeit der Geburt des Sohnes jedenfalls in Königsberg lebte und erst später, nicht vor Anfang der 1470er Jahre, nach Unfinden zog.
Da Krauß den Sohn als Camillus, Johann Müller oder Molitor, dictus Regiomontanus, ein vornehmer Mathematicus anführt, hat man Camillus teils als einen der Vornamen, zuweilen aber auch so gedeutet, dass damit kontrastierend zur Bezeichnung des Vaters als Johan. Molitor. Senior in Unfind der Sohn lediglich als der „junge“ Johann Müller gekennzeichnet werden sollte. Zeitgenössische Quellen und alle Drucke nennen jedoch nur den Vornamen Johann(es).

### Wien
Regiomontanus muss sehr früh astronomische Kenntnisse erworben haben, da er bereits für 1448, als er 12 Jahre alt war, ein astronomisches Jahrbuch errechnete, wie man es für die Erstellung von Horoskopen benötigte. In der Forschung nimmt man sogar an, dass er identisch sein könnte mit einem Johannes Molitoris, der sich bereits ein Jahr zuvor (1447) an der Universität Leipzig einschrieb. 1450 immatrikulierte er sich an der Wiener Universität, deren Artistenfakultät zu dieser Zeit eine der bedeutendsten mathematisch-astronomischen Schulen war. 1452 wurde er Baccalaureus, 1457 Magister und lehrte Mathematik und Philologie im Rahmen des Wiener Lehrprogramms der Artes.
Einblick in seine Wiener Studien gewährt eine als „Wiener Rechenbuch“ bekannte, in den 1450er Jahren begonnene Sammelhandschrift Regiomontans, die Abschriften und Exzerpte fremder Werke sowie eigene Notizen und Entwürfe enthält. Darunter befinden sich unter anderem der im 13. Jahrhundert von einem Magister Gernardus verfasste (zeitweise Jordanus de Nemore zugeschriebene) Algorismus demonstratus zum Erwerb von Grundkenntnissen in Ziffernrechnen und Arithmetik, Notizen und Auszüge zur Geometrie aus oder nach Euklid, Archimedes, Apollonios von Perge und den Gebrüdern Banu Musa, zur Musik, die im Rahmen des Quadriviums ebenfalls zum Artes-Studium gehörte, die Musica speculativa von Johannes de Muris, sowie Schriften zur Mechanik von Thabit ibn Qurra und Jordanus de Nemore.
Regiomontanus stand in Wien in Beziehung zum kaiserlichen Hof, wo er für Friedrich III. ein Horoskop erstellte und dies später auch für dessen Braut Eleonore von Portugal und den Thronfolger Maximilian I. tat. Prägend wurde für Regiomontanus in Wien aber besonders der Einfluss des Humanismus, insbesondere die Beziehung zu Georg von Peuerbach, der in Wien 1448 Baccalaureus und 1453 Magister geworden war, und dessen Vorlesung von 1454 über Planetentheorie Regiomontanus später unter dem Titel Nova theorica planetarum (1472) im Druck herausgab. Entscheidend wurde auch die Begegnung mit dem Kardinal Bessarion, der sich 1461 in Wien aufhielt, um am Kaiserhof im Auftrag des Papstes für Unterstützung im Kampf gegen die Türken zu werben. Bessarion hatte aus Konstantinopel eine Sammlung griechischer Handschriften nach Italien mitgebracht und besaß unter anderem eine griechische Handschrift des Almagest von Ptolemaios, von der er selbst eine lateinische Übersetzung begonnen hatte, welche er mit der Hilfe Peuerbachs fortsetzen wollte.

### Italien

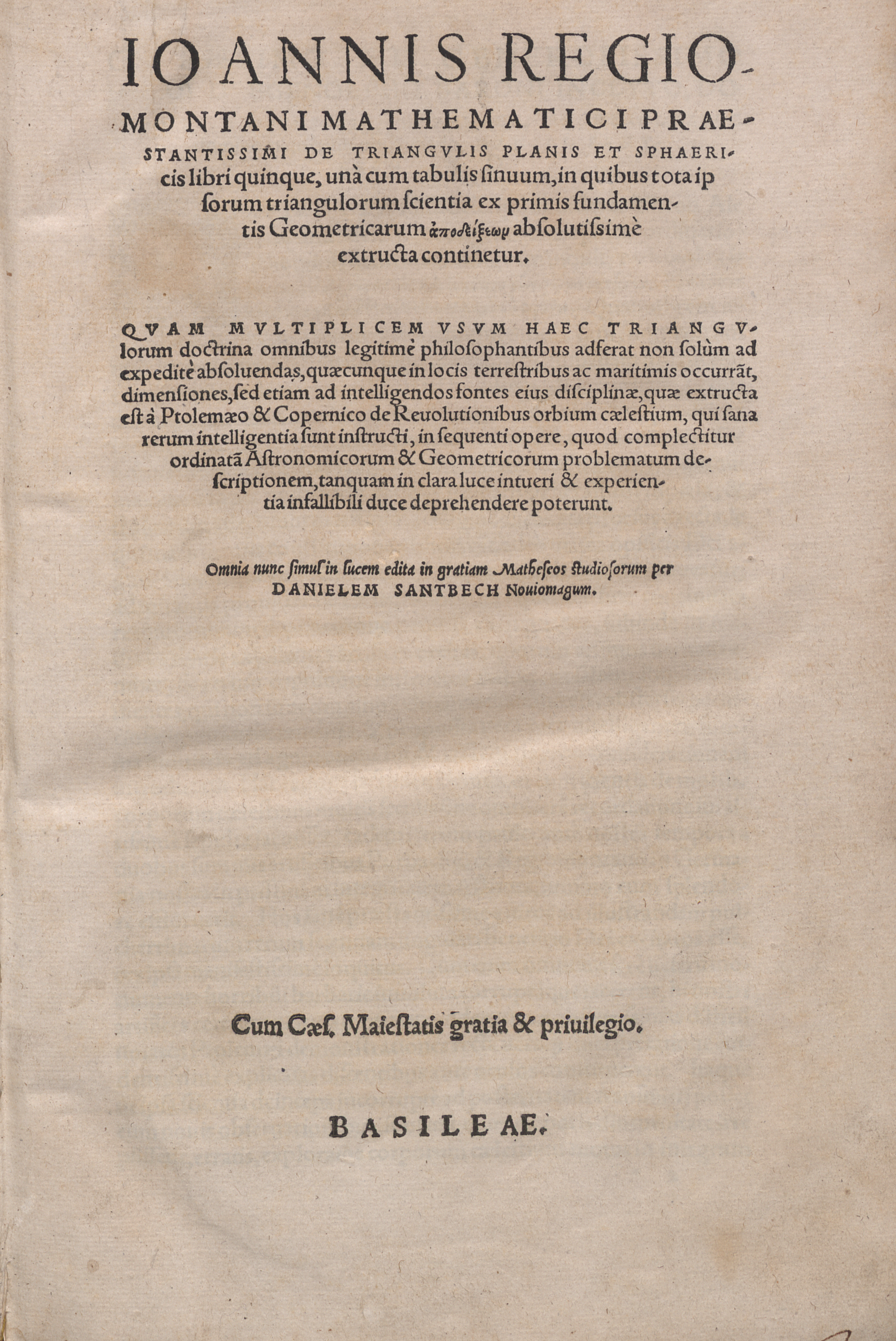
De triangulis planis et sphaericis libri (Basel, 1561)

Als Bessarion Peuerbach und Regiomontanus nach Rom einlud, Peuerbach aber im selben Jahr unerwartet starb, begab sich Regiomontanus 1461 alleine mit dem Kardinal nach Rom, wo er die Arbeit am Almagest weiterführte und 1463 zum Abschluss brachte. Später unter dem Titel Epytoma in almagestum Ptolomei (Venedig 1496) als ein kommentierter Auszug aus dem Almagest gedruckt, wurde sie zu einem der grundlegenden Werke für die Astronomie der Renaissance, das unter anderem auch von Kopernikus und Galilei benutzt wurde. Es folgten Aufenthalte in Ferrara, in Venedig (1463), wo er eine Handschrift von Diophants Arithmetika entdeckte, und in Padua, wo er 1464 eine Vorlesung über Alfraganus hielt (gedruckt 1537). Während der Zeit in Italien verfasste er außerdem die Schrift De triangulis omnimodis (1462–1464, gedruckt 1533), mit der er die neuzeitliche Trigonometrie begründete.
1467 begab er sich nach Ofen (Buda) in Ungarn, wo ihn der Erzbischof von Gran Johann Vitez mit der Erstellung astronomischer Tafeln beauftragte. Hier konstruierte er eigene Beobachtungsinstrumente und erstellte mit Unterstützung des Polen Marcin Bylica (1433–1493), eines Hofastronomen des ungarischen Königs Matthias, Sinus- und Tangententafeln (mit bis zu sieben Stellen Genauigkeit). Regiomontanus war in dieser Zeit auch als Astrologe tätig.
Um 1470 entwickelte er den Jakobsstab weiter.

### Nürnberg und Rom
1471 zog er im Auftrag von König Matthias nach Nürnberg, um dort die Tafeln der Planetenbewegungen noch weiter zu verbessern. Wegen des florierenden Instrumentenbaus und der guten Lage blieb er zunächst als Gesandter des Königs, später aber in eigener Entscheidung an diesem Ort.
In einem Brief an den Erfurter Universitätsrektor Christian Roder begründet er seinen Entschluss: „Denn ich habe mir die Stadt Nürnberg zum dauernden Wohnsitz gewählt, zum einen weil es dort sehr qualitätsvolle Geräte gibt, vor allem astronomische Instrumente, derer sich die gesamte Sternenkunde bedient, zum anderen weil man von dort aus leicht den Umgang mit gelehrten Männern pflegen kann, wo auch immer diese leben. Denn wegen der Weltläufigkeit seiner Kaufleute wird dieser Ort gewissermaßen als das Zentrum Europas betrachtet.“
Trotz der in Nürnberg bereits bestehenden Druckereien wie der von Anton Koberger und der von Johann Sensenschmidt eröffnete Regiomontanus seine eigene Druckerei, in der er seine Tabellenwerke in bester Qualität herstellen wollte. In der eigenen Druckerei dachte er, die Setzer bei dem schwierigen mathematischen Satz mit Figuren und Tafeln besser beaufsichtigen zu können; auch war der Druck billiger. Solche Erwägungen scheinen später auch Johann Schöner, Petrus Apianus, Tycho Brahe und Johannes Kepler geleitet zu haben. 1474 veröffentlichte er sein Verlagsprogramm als Einblattdruck. Elf Drucke konnte er realisieren, weitere Publikationen vereitelte sein früher Tod. 
1472 veröffentlichte er Peuerbachs Theoricae novae Planetarum und das Lehrgedicht Astronomica von Manilius. Die Ephemeriden (Ephemerides quas vulgo vocant Almanach, eine Vorausberechnung der täglichen Bewegungen der Himmelskörper, der Konjunktionen und Finsternisse auf die folgenden 32 Jahre) für die Jahre 1475 bis 1506 waren 1474 fast fertig gedruckt („[…] iam prope absoluta sunt“), wie sein Verlagsprogramm 1474 bekannt gab. Dieses gedruckte Tabellenwerk (GW M37486) diente Christoph Kolumbus und anderen bei den Entdeckungsreisen nach Übersee. In Nürnberg führte er systematische Himmelsbeobachtungen mit selbst gefertigten Instrumenten aus, wie dem verbesserten Jakobsstab. 
Nachdem er von Papst Sixtus IV. zur Mitarbeit an der anstehenden Kalenderreform eingeladen worden war, ging er 1475 nach Rom. Auf dem Weg konnte er noch die Veröffentlichung seines Calendariums (siehe unten) in der Offizin von Erhard Ratdolt in Venedig in die Wege leiten (erschienen 1476).

### Tod
Bereits ein Jahr später (1476) starb er (wahrscheinlich an einer Seuche) im Alter von nur 40 Jahren. Nach Hartmann Schedel wurde er auf dem Gottesacker (Ager dei) beigesetzt, womit der Campo Santo Teutonico gemeint sein dürfte. Laut Legende wurde er im Pantheon beigesetzt. Im Jahr 1976 wurde auf Anregung des Königsberger Bürgermeisters Rudolf Mett, der selbst über Regiomontanus publizierte, auf dem Campo Santo in Rom eine Gedenktafel angebracht.
Obwohl die Werke Regiomontanus’ sehr begehrt waren, wurde die Druckerei in Nürnberg aufgelöst, da kein Nürnberger Drucker den Mut hatte, sie weiterzuführen und die unveröffentlichten Werke zu drucken. Radolt übernahm zuerst in Venedig, später in Augsburg mit Unterstützung von Johannes Engel, eine Neuausgabe der Tabule directionum profectionumque. Die anderen Werke wurden in Nürnberg erst ab 1514 gedruckt.
Regiomontanus’ astronomische Beobachtungen wurden nach seinem Tod von seinem Schüler Bernhard Walther über viele Jahre fortgesetzt und aufgezeichnet. Walther hatte den Nachlass Regiomontans erworben, gewährte aber bis zu seinem Tod niemandem Einsicht. Die Aufzeichnungen, insbesondere über die Laufbahn des Merkurs, nutzte Nicolaus Copernicus lange nach Walthers Tod bei seiner Schrift De revolutionibus orbium coelestium. Ein Teil der Manuskripte Regiomontanus’ und Walthers wurden von Johannes Schöner in Nürnberg erst 1544 lange nach Walthers Tod unter dem Titel Observationes XXX annorum a I. Regiomontano et B. Walthero Norimbergae habitae veröffentlicht.

## Wirken

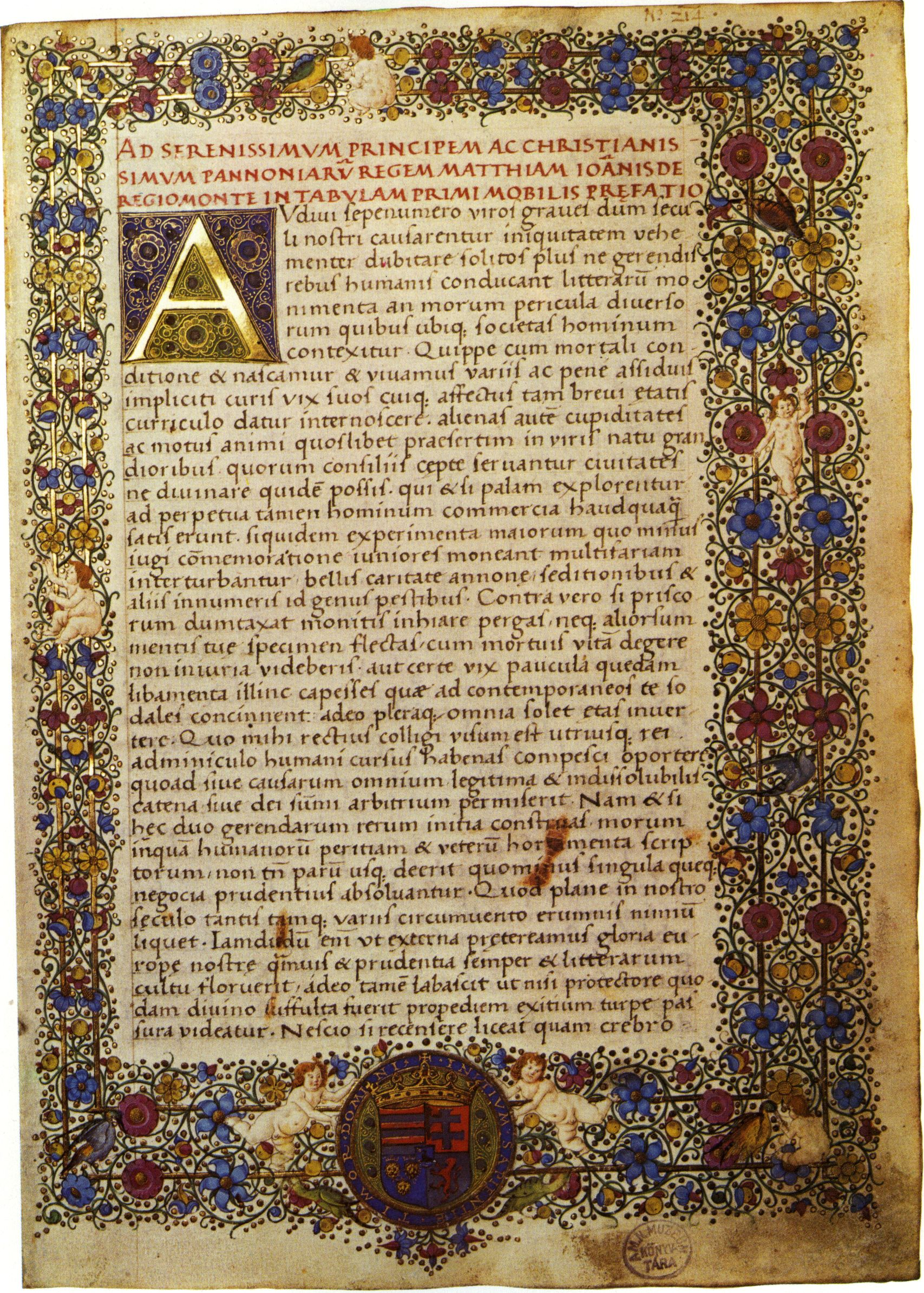
Die Canones LXIII des Regiomontanus in einer Handschrift des 15. Jahrhunderts (vor 1469) aus der Bibliothek des Königs Matthias Corvinus, dem der Autor dieses Werk über die Bewegung der Fixsterne widmete. Schrift: Humanistische Rotunda. Budapest, Széchényi-Nationalbibliothek, Cod. Lat. 412, fol. 1r

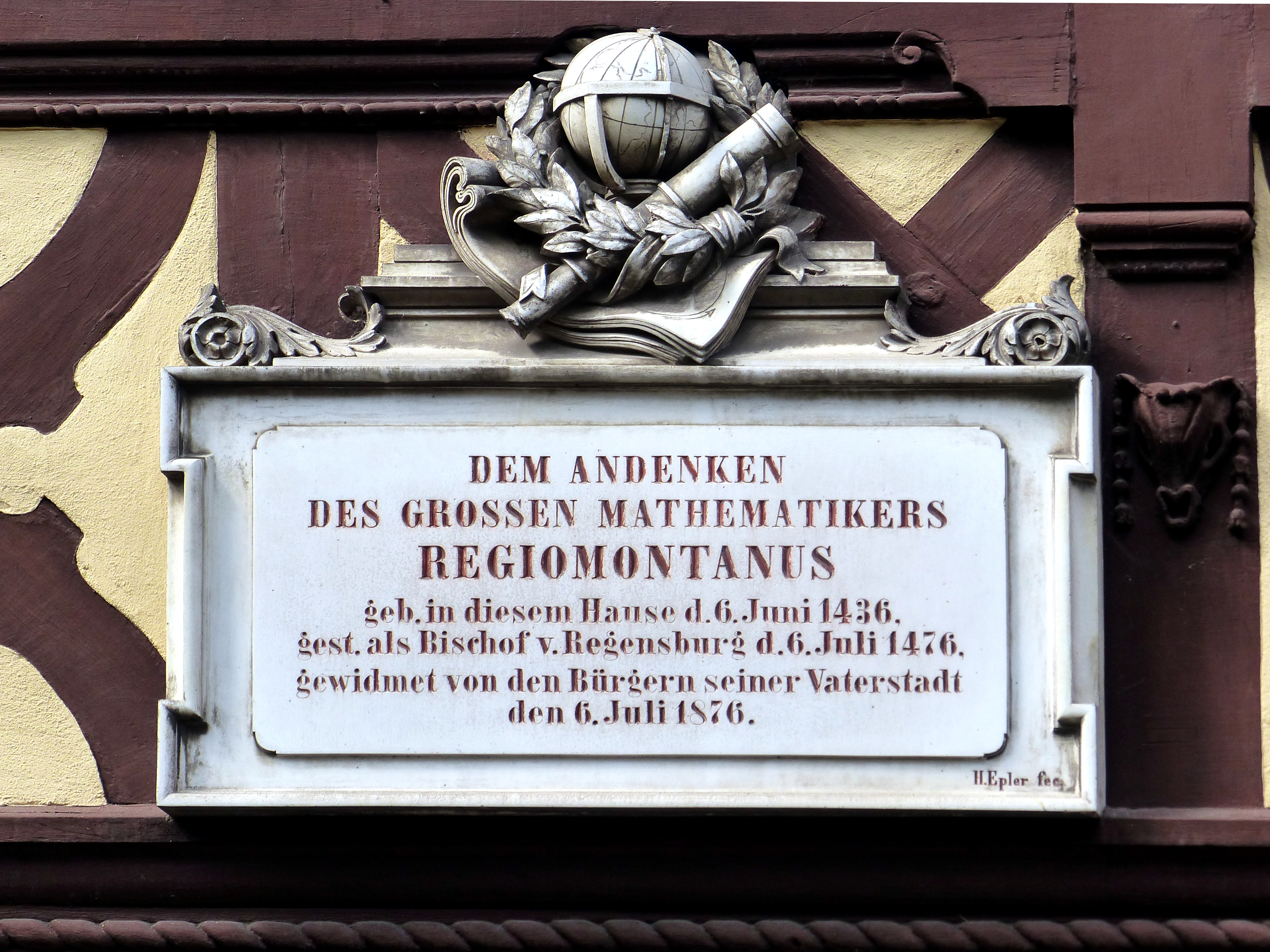
Heinrich Epler: Gedenktafel für Regiomontanus im Geburtsort Königsberg (angebracht am Nachfolgehaus)

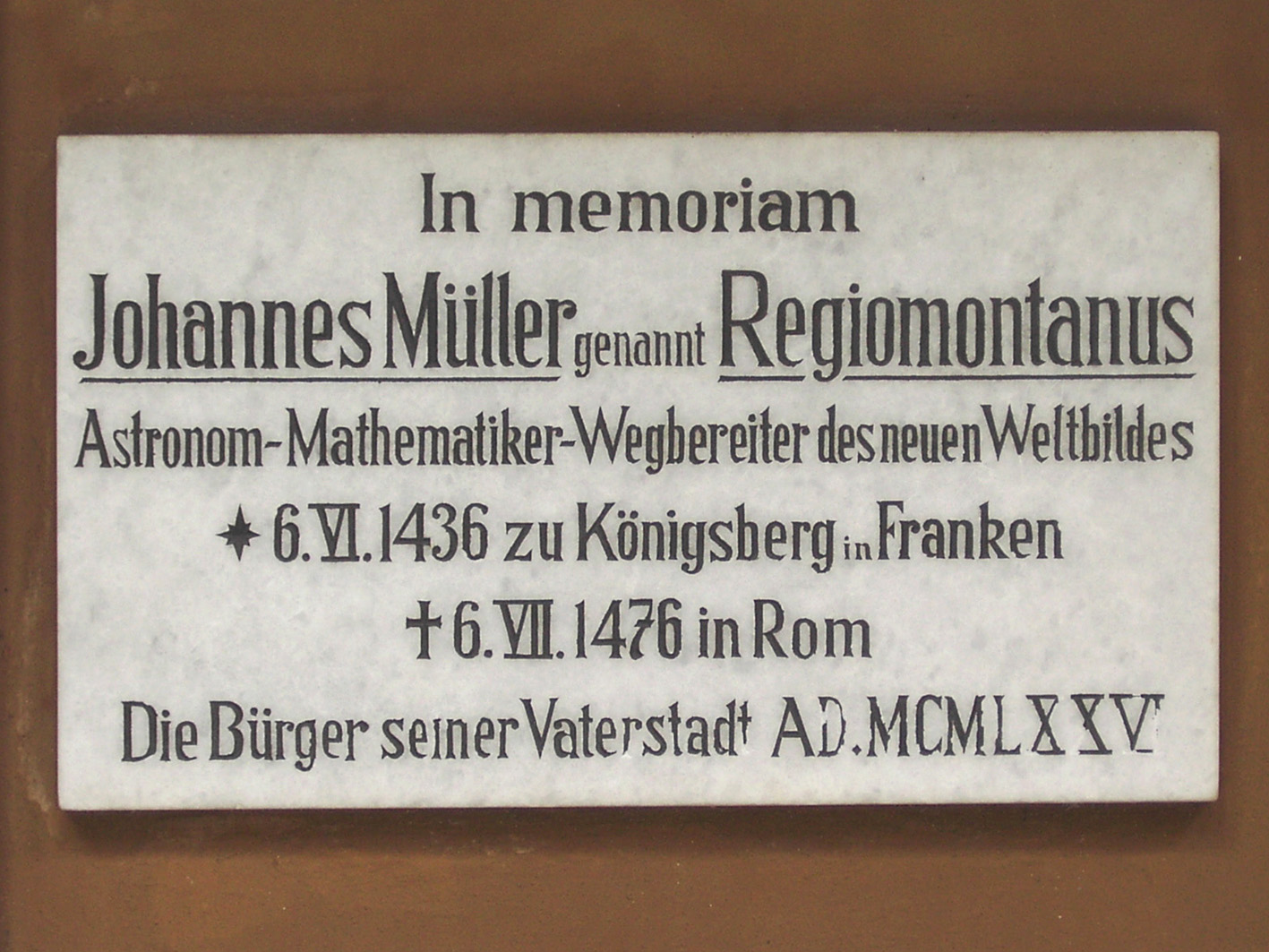
Gedenktafel für Regiomontanus auf dem Campo Santo Teutonico in Rom

Regiomontanus gilt als bedeutendster Mathematiker (unter anderem Begründer der modernen Trigonometrie) seiner Zeit und früher Reformator des Julianischen Kalenders.
Bereits 1514 stellte Georg Tannstetter ein Verzeichnis der Werke Regiomontans zusammen, und zwar in seiner Geschichte der Wiener Mathematiker und Astronomen: Viri Mathematici.
Zuerst listete Tannstetter mehr als 20 Werke anderer Autoren auf, die Regiomontan edierte, sodann mehr als 20 Bücher Regiomontans selbst.
1468 erschienen seine Tabellen für die Sonnendeklination (Tabula primi mobilis). Sein Calendarium für die Zeit von 1475 bis 1531 mit neu berechneten Positionsangaben von Sonne und Mond, einschließlich präzisen Zeitbestimmungstabellen, sowie die Ephemerides astronomicae ab anno 1475–1506 wurden für die Seefahrer seiner Zeit unverzichtbare Hilfsmittel – auch wegen der Zuverlässigkeit seiner Berechnungen und der Druckqualität. Seine Ephemeriden (präzise, auf arabischer Tradition basierende Sterntafeln, wie sie von Regiomontanus vermittelt wurden) haben durch die verbesserten Navigationsmöglichkeiten die Entdeckungsfahrten von Seefahrern wie Christoph Columbus oder Vasco da Gama erheblich erleichtert.
Seit 1451 beobachtete er mit Georg von Peuerbach Kometen, Konjunktionen von Planeten (inklusive Mond) und Finsternisse, um die Genauigkeit der astronomischen Tafelwerke zu überprüfen. Januar und Februar 1472 beobachtete er den Kometen C/1471 (Regiomontanus). Seine erst posthum 1532 von Johannes Schöner publizierte Abhandlung Problemata XVI de cometae (1472) magnitudine longitudineque ac de loco ejus vero ist gemäß Edmund Halley die erste wissenschaftliche Beschreibung eines Kometen (zumindest in Europa). Es sei anzumerken, dass in vielen Internetseiten behauptet wird, dass Regiomontanus 1456 den Halleyschen Kometen beobachtete. Erhalten ist ein Bericht von Peuerbach, in dem eine Mitarbeit Regiomontans nicht erwähnt wird. Peuerbach versuchte auch, den Abstand zu schätzen. Der Halleysche Komet und C/1471 (Regiomontanus) wurden auch von Toscanelli beobachtet, dessen Beschreibung aber etwa Halley nicht bekannt war.
Regiomontanus war ein typischer Vertreter des Renaissance-Humanismus: Eigene Beobachtung und Vergleich mit den Ergebnissen der antiken Wissenschaft (Aristoteles) sollten nach seiner Ansicht die Astronomie erneuern und helfen, „die Wahrheit“ zu finden. Mit dieser Haltung wurde er neben Nikolaus von Kues der wesentliche Wegbereiter des kopernikanischen Weltbildes.
Dabei war er nicht unkritisch: 1800 Jahre lang wurde die Behauptung des Aristoteles geteilt, der Tetraeder sei ein platonischer Körper, mit dem der Raum wie bei Würfeln (Hexaeder) vollständig gefüllt werden könne (Raumfüllung). Erst im 15. Jahrhundert machte sich Regiomontanus die Mühe einer Überprüfung, wobei er diesen Satz nicht für wahr befand.
Die Genauigkeit seiner astronomischen Beobachtungen wurde erst von Tycho Brahe übertroffen. Seine Beiträge zur Geometrie und Trigonometrie waren wegweisend.
Die Gregorianische Kalenderreform mit dem einmaligen Fortfall von zehn Kalendertagen und der Modifizierung der Schaltjahr-Regelung erfolgte erst über 100 Jahre nach seinem Tod. Regiomontanus’ Nachlass an wissenschaftlichen Instrumenten wird heute im Germanischen Nationalmuseum in Nürnberg als Leihgabe der Nürnberger Stadtbibliothek aufbewahrt.
Der Mondkrater Regiomontanus trägt seinen Namen sowie der Asteroid (9307) Regiomontanus. Die Nürnberger Volkssternwarte ist ebenso nach ihm benannt wie das Regiomontanus-Gymnasium Haßfurt und die Fachober-/Berufsoberschule in Coburg (Regiomontanus-Schule). Auch trägt die astronomische Zeitschrift Regiomontanusbote seinen Namen.
Der Multiplikationspunkt zwischen den beiden Faktoren einer Multiplikation geht seit 1464 auf ihn zurück.

## Ausgaben und Übersetzungen
15. Jahrhundert
- Canones Tabulae primi mobilis. 1470, Handschrift
- Kalender, Nürnberg 1474.[21]
- Ephemerides, Nürnberg 1474.
- Disputationes contra Cremonensia in planetarum theoricas deliramenta mit Widmungsvorrede des Autors an die Gelehrten. Nürnberg, circa 1474/75
- Tabule directionum profectionumque. bei: Erhard Ratdolt, Augsburg 1490 (posthum) mit Ergänzungen und Korrekturen durch Johannes Engel.[22][23]

16. Jahrhundert
- Scripta Clarissimi Mathematici M. Ioannis Regiomontani De Torqueto, Astrolabio armillari, Regula magna Ptolemaica, Baculoque Astronomico, 1544 (E-Book der Universitätsbibliothek Wien; eBooks on Demand).
- Observationes XXX annorum a I. Regiomontano et B. Walthero Norimbergae habitae, Schöner, Nürnberg 1544
- De Cometae magnitudine, longitudineq[ue] ac de loco eius uero, problemata Nürnberg, Schöner, 1531

Moderne
- Wilhelm Blaschke, Günther Schoppe (Übersetzer): Regiomontanus: Commensurator. Franz Steiner, Wiesbaden 1956 (Übersetzung und Kommentar).
- Menso Folkerts, Martin Hellmann (Hg., Übersetzer): Johannes Regiomontanus. Aufgaben und Übungen zur Algebra aus der Handschrift New York, Columbia University, Rare Book and Manuscript Library, Plimpton 188 (fol. 82v–96r) (= Algorismus, Heft 87). Erwin Rauner, Augsburg 2023, ISBN 978-3-936905-78-6.
- Barnabas Hughes (Hrsg.): Regiomontanus on Triangles. De triangulis omnimodis by Johann Müller, otherwise known as Regiomontanus. The University of Wisconsin Press, Madison 1967 (lateinischer Text der Ausgabe von 1533 und englische Übersetzung).
- Felix Schmeidler (Hrsg.): Joannis Regiomontani Opera collectanea. Zeller, Osnabrück 1972, ISBN 3-535-00816-6.
- Eva Schönberger, Otto Schönberger (Übersetzer): Schriften über den Nutzen der mathematischen Wissenschaften. Verlag Marie Leidorf, Rahden 2019, ISBN 978-3-86757-107-4.